# ネマトジルス属
ネマトジルス属（ネマトジルスぞく、学名：Nematodirus）とは、ヒツジ、ヤギ、ウシ、ラクダなどの小腸に寄生する線虫の1属。宿主への感染様式は経口感染であり、一般に他の線虫との混合感染が認められる。体長は N. spathigerでは、♂8 - 15mm、♀12 - 20mm、細頸毛円虫 N. filicollis では♂7.5 - 15mm、♀19 - 21mm。